# Acacia macmurphyi
Acacia macmurphyi é uma espécie de leguminosa do gênero Acacia, pertencente à família Fabaceae.